# José Antônio Pereira
 (avril 2022).
Le contenu est difficilement compréhensible vu les erreurs de traduction, qui sont peut-être dues à l'utilisation d'un logiciel de traduction automatique.
Pour les articles homonymes, voir José Pereira.
José Antônio Pereira (Barcena, 19 mars 1825 – Campo Grande, 11 janvier 1900) est un explorateur brésilien, fondateur de la ville de Campo Grande,.

## Biographie
Né dans l'ancien Arraial de Nossa Senhora da Piedade da Borda do Campo, aujourd'hui Barbacena, il était le fils de Manuel Antônio Pereira et de Francisca de Jesus Pereira. Jeune homme, il s'installe à São João del-Rei et y épouse Maria Carolina de Oliveira. À cette époque, il s'installe à nouveau dans le village de São Francisco das Chagas do Monte Alegre, toujours dans le Minas Gerais. Avec la croissance de la famille, la terre se raréfie et José Antônio doit chercher de nouvelles alternatives. L'occupation des terrains vacants s'est imposée comme une solution.